# Riegelstellung (Militär)

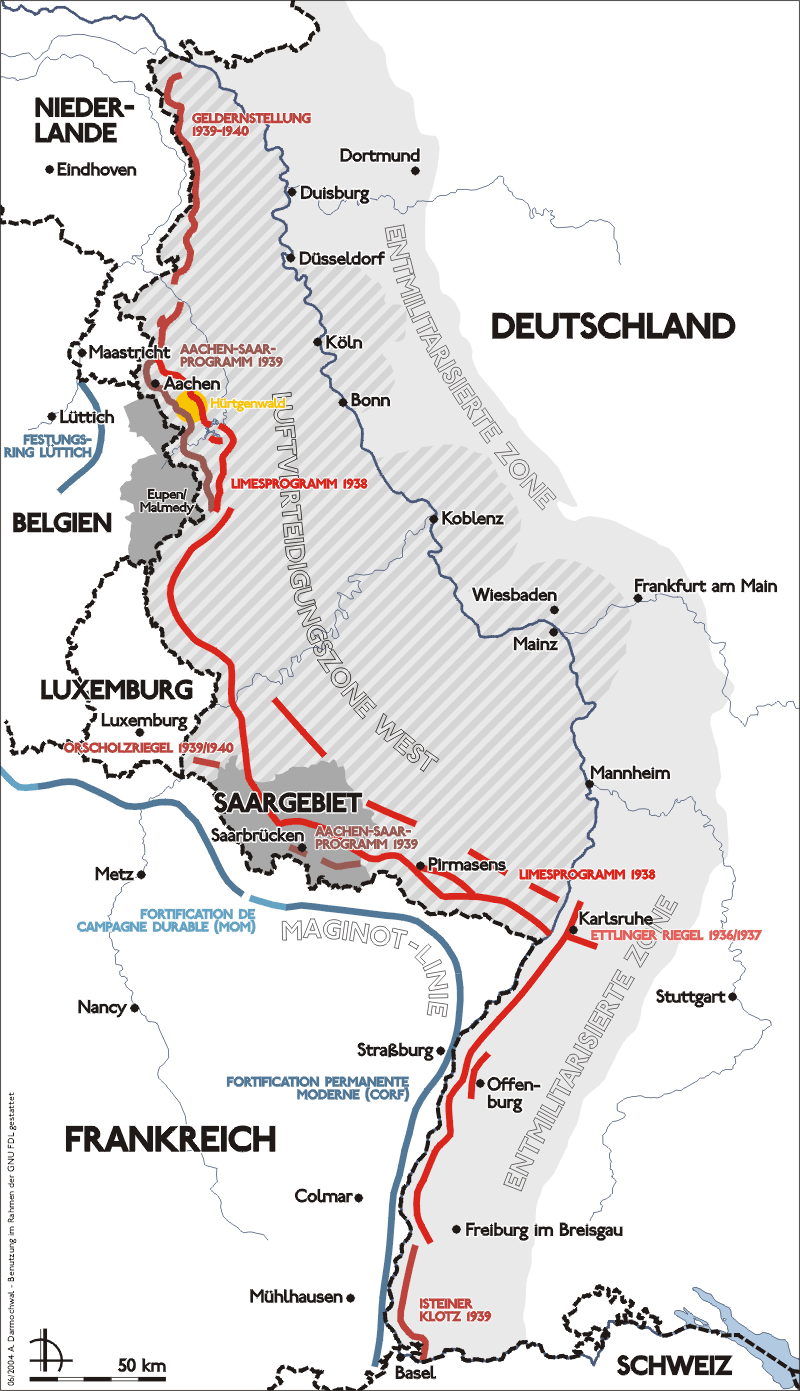
Verlauf des Westwalles mit dem Ettlinger Riegel am Knick bei Karlsruhe

Die Riegelstellung ist eine defensive militärische Stellung. Ihr Zweck ist es, einen durch den Nachbarfrontabschnitt durchgebrochenen Gegner daran zu hindern, die Front von dort aus aufzurollen.  Sie verläuft hinter der Front in der Regel  im rechten Winkel zu ihr und wird meist  durch temporäre  Feldbefestigungen wie  Panzersperren und Schützen- bzw. Wassergräben oder durch dauerhafte Befestigungen wie Bunker verstärkt.   
Beispiele sind der Ettlinger Riegel oder der Orscholzriegel als Teil des Westwalles.

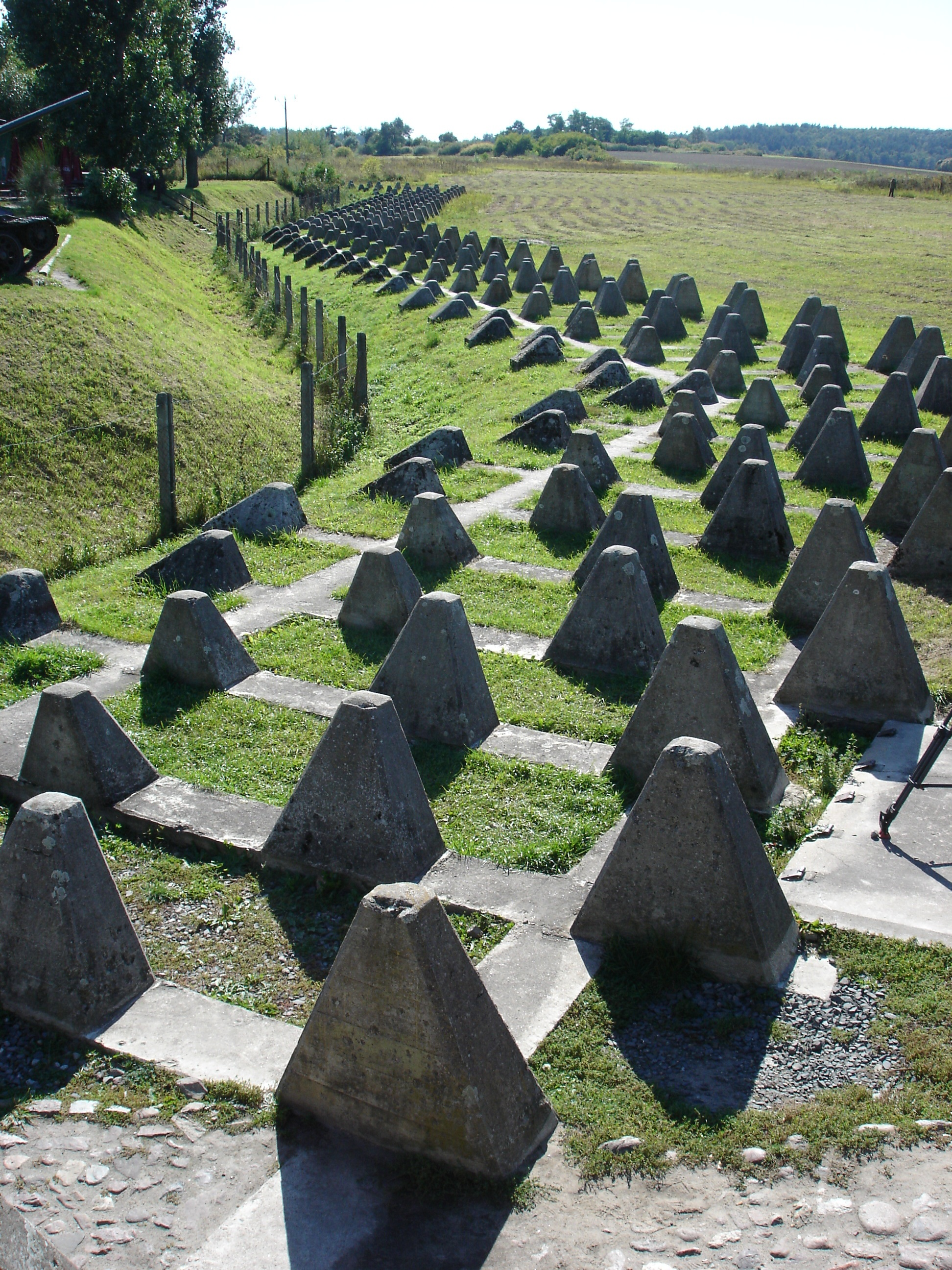
Panzersperren (Höckerlinie)
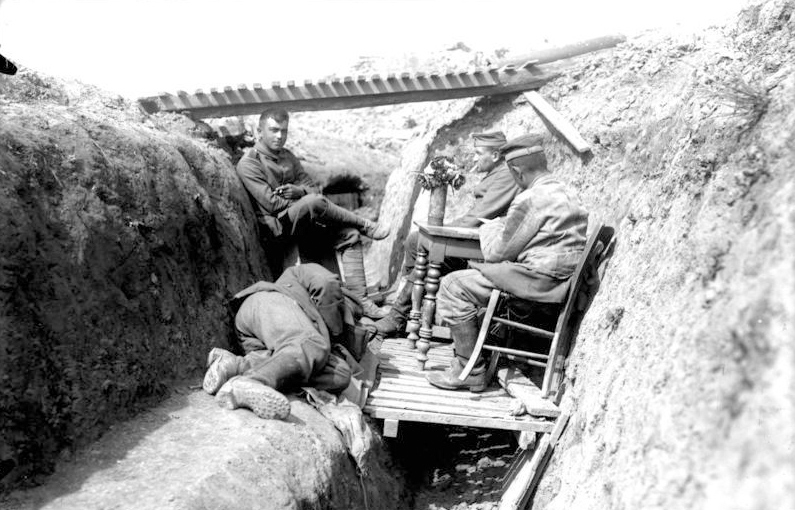
Deutscher Schützengraben im Ersten Weltkrieg
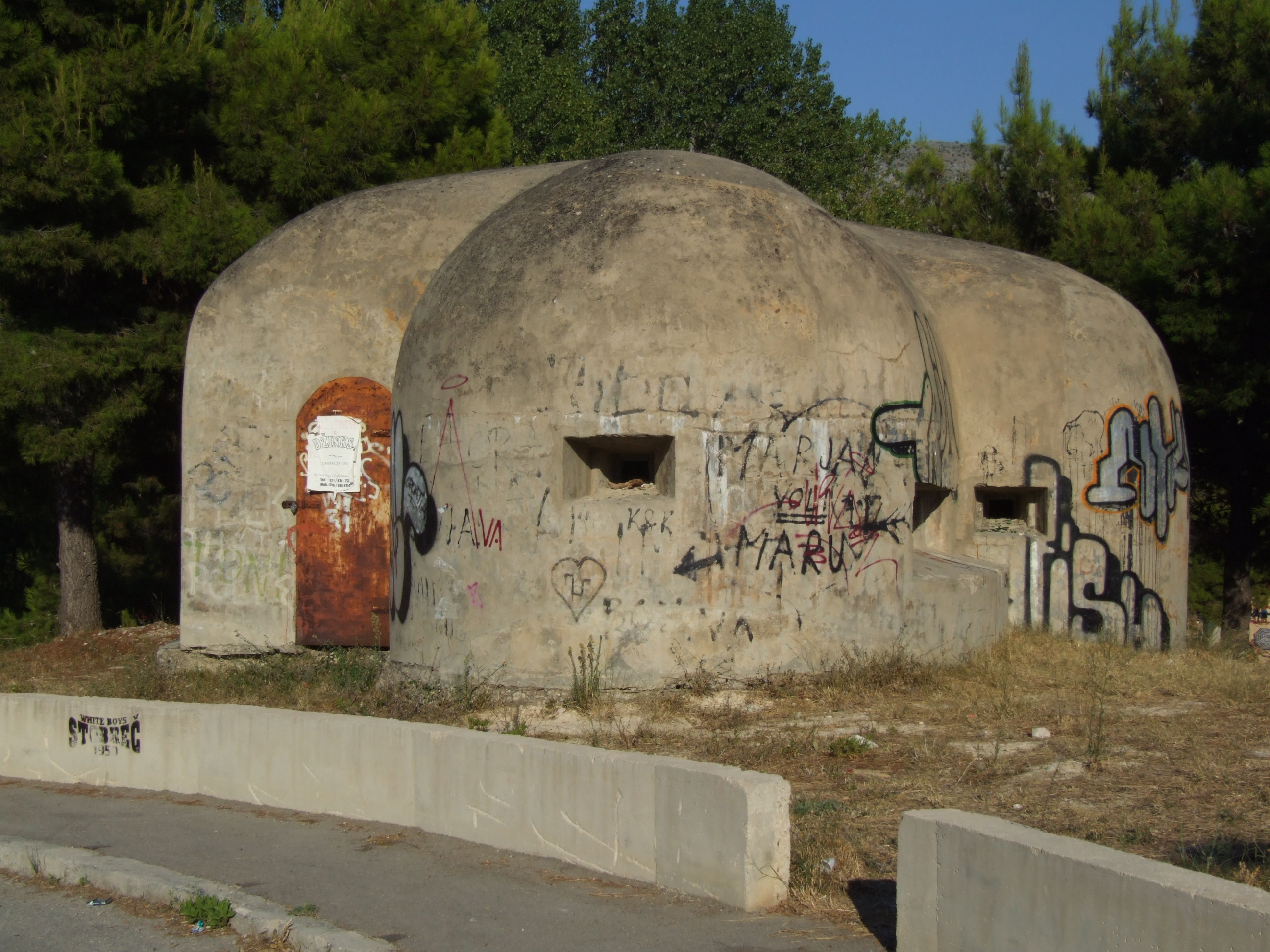
Feldbunker in Kroatien
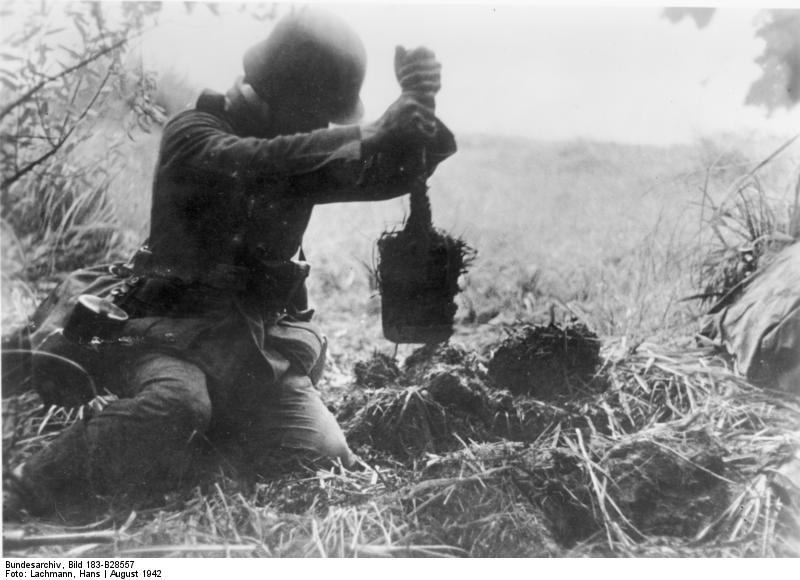
Wehrmachtssoldat beim Ausheben eines Schützenlochs im Zweiten Weltkrieg